# 5521 Морпурго
5521 Морпурго (5521 Morpurgo) — астероїд головного поясу, відкритий 15 серпня 1991 року.
Тіссеранів параметр щодо Юпітера — 3,375.